# Bryan Bozzi
Bryan Bozzi es un ingeniero italo-danés. Forma parte de la Scuderia Ferrari en Fórmula 1 desde hace más de una década. Actualmente es el ingeniero de carrera de Charles Leclerc.

## Biografía
Asistió a la escuela Británica Internacional de St. George en Roma. Más tarde, se trasladó al extranjero, a Inglaterra, y estudió ingeniería mecánica en la Universidad de Bath, donde obtuvo una licenciatura con honores. Durante su estancia en la universidad, participó en varios programas estudiantiles de Fórmula 1, lo que despertó su interés por las carreras. Habla con fluidez inglés e italiano.

## Carrera
Bozzi solicitó una pasantía en Ferrari que se convirtió en un puesto de tiempo completo. Se unió a la escudería en junio de 2012 y su primer puesto fue el de ingeniero de investigación y desarrollo en túneles de viento. En diciembre de 2014, fue ascendido a Ingeniero del Grupo Aero Track hasta noviembre de 2018. Después de estos roles, cumplió su sueño de convertirse en ingeniero de carreras de Ferrari. Bozzi trabajó como ingeniero de rendimiento de Charles Leclerc desde el debut en Maranello en 2019. En el Gran Premio de Emilia-Romaña de 2024, fue ascendido a ingeniero de carrera de Leclerc, en sustitución de Xavier Marcos.
Bozzi ayudó a lograr la victoria en el Gran Premio de Mónaco de 2024. El director del equipo, Frédéric Vasseur, lo elogió por su «directo y decisivo».